# Kočka iriomotská
Kočka iriomotská (Prionailurus bengalensis iriomotensis) je poddruh kočky bengálské, který je endemitem ostrůvku Iriomote v japonském souostroví Jaejama. V japonštině se nazývá iriomote jamaneko a v jaejamštině jamamajaa („horská kočka“). Objevena byla teprve v šedesátých letech 20. století.
Samci dosahují délky 50–60 cm a váhy 3,5 kg, samice jsou o něco menší. Končetiny a ocas jsou poměrně krátké. Srst je dlouhá, šedohnědě zbarvená s tmavšími skvrnami, kresba je však méně výrazná než u jiných koček, pruhy se vytvářejí pouze na hlavě; charakteristickým znakem jsou bílé skvrny na zadní straně uší.
Kočka obývá subtropické lesy kopcovitého ostrova. Vede samotářský a teritoriální způsob života, aktivní je za soumraku a v noci, den přespává v dutinách stromů. Je dobrým plavcem. Její potravu tvoří převážně ptáci, ryby, žáby a ještěrky.
K páření dochází dvakrát do roka (únor–březen a září–říjen), březost trvá okolo 80 dní. V jednom vrhu je jedno až čtyři koťata, která dosahují pohlavní dospělosti po jednom roce. Průměrná délka života v přírodě se odhaduje na pět let, kocour Yon se v zajetí dožil patnácti let.
Kočka iriomotská je kriticky ohrožený taxon, počet příslušníků poddruhu se odhaduje na maximálně sto kusů. Vedle omezené rozlohy areálu (pouze 284 km²) ji ohrožuje ztráta životního prostředí, konkurence domácích koček, lovečtí psi a dopravní nehody (na ostrově se nacházejí značky varující motoristy před možným střetem s tímto živočichem). Nebezpečí představuje také introdukovaná ropucha obrovská a její jedové žlázy. V roce 1972 byla kočka iriomotská vyhlášena národní památkou prefektury Okinawa.
Původně byla kočka iriomotská pokládána za samostatný druh, na základě analýzy DNA byla později označena za poddruh kočky bengálské, který se vydělil před dvěma sty tisíci lety.